# Ertl (Dolní Rakousy)
Ertl je obec v rakouské spolkové zemi Dolní Rakousy, v okrese Amstetten.
Ve starověku bylo území součástí provincie Noricum.

## Počet obyvatel
K 1. lednu 2014 zde žilo 1 285 obyvatel.